# Сарыбашское сельское поселение
Сарыба́шское се́льское поселе́ние (укр. Сарибашівське сільське поселення, крымскотат. Сарыбаш кой юрту, Sarıbaş köy yurtu) — муниципальное образование в составе Первомайского района Республики Крым России.
Административный центр и единственный населённый пункт поселения — село Сары-Баш.

## География
Поселение расположено в центральной части района, в степном Крыму. Граничит на юге с Сусанинским, на востоке с Гвардейским, на западе с Алексеевским и на севере с Гришинским и Степновским сельскими поселениями.
Площадь поселения 78,78 км².
Основная транспортная магистраль: автодорога 35Н-440 (от шоссе Красноперекопск — Симферополь до Воронков) (по украинской классификации — С-0-11120).

## Население
| 2001 | 2014  | 2015 | 2016 | 2017 | 2018 | 2019 |
| ---- | ----- | ---- | ---- | ---- | ---- | ---- |
| 1261 | ↘833  | ↗835 | ↘830 | ↘822 | ↘819 | ↘792 |
| 2020 | 2021  |      |      |      |      |      |
| ↘783 | ↗1143 |      |      |      |      |      |

## История
10 октября 1989 года был образован Танинский сельский совет. В 1990 году, по инициативе жителей, решением ВР Украины № 614-XII от 27 декабря 1990 года, селу возвращено прежнее название Сары-Баш и сельсовет, соответственно, переименован в Сарыбашский сельский совет. С 12 февраля 1991 года сельсовет в восстановленной Крымской АССР, 26 февраля 1992 года переименованной в Автономную Республику Крым. По Всеукраинской переписи 2001 года население совета составило 1261 человек. С 21 марта 2014 года в составе Крыма аннексировано Россией. Законом «Об установлении границ муниципальных образований и статусе муниципальных образований в Республике Крым» от 4 июня 2014 года территория административной единицы была объявлена муниципальным образованием со статусом сельского поселения.